# Гаджизаде, Рашад Суддархан оглы
Рашад Суддархан оглы Гаджизаде (азерб. Hacızadə Rəşad Suddarxan oğlu; 21 марта 1992, село Зол-Гоядж («азерб. Zol-Göyəç»), Болнисский район, Грузия) — азербайджанский футболист, амплуа — полузащитник. Выступает в составе команды первого дивизиона чемпионата Азербайджана — ФК «Карван» из города Евлах.

## Биография
Родившийся в 1992 году в азербайджанском селе Зол-Гоядж («азерб. Zol-Göyəç»), Болнисского района, Грузии Рашад Гаджизаде в возрасте одного года переехал вместе с семьёй в Азербайджан. С 12 лет начал заниматься футболом в ФК «Нефтчи» Баку.

## Клубная карьера

### Чемпионат
Являющийся воспитанником ФК «Нефтчи» Баку Рашад Гаджизаде провёл 5 лет в различных возрастных группах (до 12, 13, 14, 15, 16 и 17 лет) бакинцев с 12 до 17 лет. В возрасте 17 лет на правах аренды перешёл в дубль агдамского «Карабаха», с которыми был заключён контракт на один год. В 2009 году вернулся в стан «нефтяников», в дубле которого провёл полсезона.
Зимой 2010 года, вновь на правах аренды переходит в состав МОИК — Центрального Спортивного Клуба Армии, где проводит полтора сезона. В 2012 году, получив статус свободного игрока, заключает годовой контракт с товузским «Тураном». Однако в первой же игре получив травму — разрыв связок плеча, выбывает из строя на несколько месяцев.
Летом 2013 года состоялся переход футболиста в клуб первого дивизиона — ФК «Араз-Нахчыван», с которым был заключён контракт на один год. Но уже через полгода Рашад покидает стан нахчыванцев по собственной инициативе и во время зимнего трансферного окна 2013/2014 года переходит в состав евлахского «Карвана». С новым клубом футболист заключает контракт на полсезона, до лета 2014 года.

## Сборная Азербайджана

### U-17
С 2008 по 2009 года Рашад Гаджизаде защищал цвета юношеской сборной Азербайджана до 19 лет, в составе которого участвовал на международных турнирах в Германии, Австрии, Молдове, Турции и других странах.

## Достижения
- 2009 год — победитель чемпионата Азербайджана среди футболистов 1992—1993 гг. рождения в составе ФК «Нефтчи» Баку.[7]